# Commoptera coeci
Commoptera coeci är en tvåvingeart som beskrevs av Borgmeier 1971. Commoptera coeci ingår i släktet Commoptera och familjen puckelflugor. Inga underarter finns listade i Catalogue of Life.